# Lennart Swahn
Olof Lennart Swahn, ursprungligen Olof Algot Lennart Svahn, född 8 april 1927 i Katarina församling, Stockholm, död 27 augusti 2008 i Tyresö församling, var en svensk journalist samt radio- och TV-man.

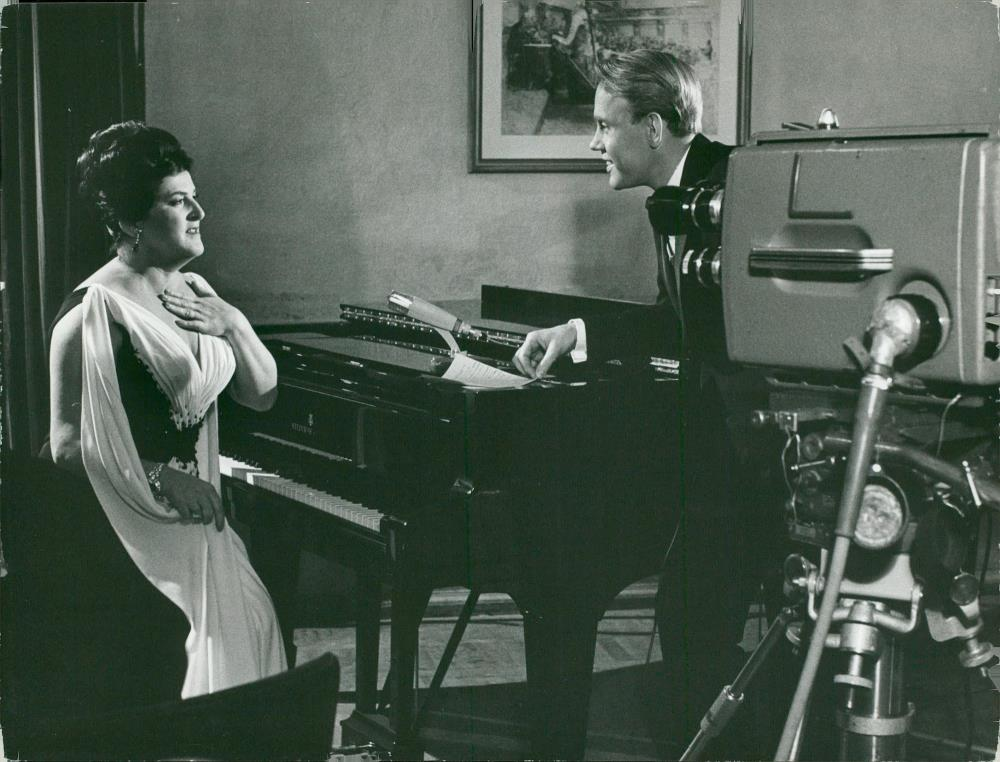
TV-intervju med Birgit Nilsson, 1964.

Lennart Swahn var son till försäljaren Karl Algot Swahn (1900–1976) och Ellen Fryklund (1904–1999). Han gick ut Stockholms stads handelsgymnasium 1947 och studerade vid University of Minnesota i USA 1955.
På 1950-talet var han journalist vid Associated Press och skrev parallellt musikkritik i Arbetaren och i Stockholms-Tidningen. Han kom så småningom till Sveriges Radio där han blev kulturreporter. Swahn kom under sin tid på Sveriges Radio och Sveriges Television även att verka som programpresentatör, kåsör, presschef samt kommentator. 
Swahn var programledare för bland annat Riksronden, På minuten, Babbel, Halvsju, Gäster med gester, Razzel och Blåsningen. I programmet Halv sju gjorde Swahn den svenska rösten till figuren John Blund (ursprungligen en östtysk produktion). Programformatet Gäster med gester hade en engelsk förlaga, Give Us a Clue. År 1986 var han värd för svenska Melodifestivalen tillsammans med Tommy Engstrand.
Swahn var en av dem som var med på TV "från början" som var verksam längst. Hans sista stora uppdrag var Blåsningen på TV3.
Han var under många år sambo med David Bonnier  (född 1933), son till bokförläggare Kaj Bonnier och Ulla Wetterlind.

## Filmografi i urval
- 1969 – Miss and Mrs. Sweden
- 1971–1973 – Halvsju (TV-serie) (programledare)
- 1975 – På minuten (TV-serie) (programledare)
- 1976 – Sverigefrågan (TV-serie) (programledare)
- 1977–1978 – Stjärna mot stjärna (TV-serie) (programledare)
- 1978–1979 – PROGRAMett (TV-serie) (programledare)
- 1979 – Återsken (TV-serie) (programledare)
- 1980–1981 – Gyllene kudden (TV-serie) (programledare)
- 1982–1999 – Gäster med gester (TV-serie) (programledare)
- 1983–1986 – Razzel (TV-serie) (programledare)
- 1986 – Melodifestivalen 1986 (programledare)
- 1986–1988 – Babbel (TV-serie) (programledare)
- 1988 – Varuhuset (TV-serie) (cameoroll)
- 1990 – Det bästa med gester (TV-serie) (programledare)
- 1995–1998 – Blåsningen (TV-serie) (programledare)